# Телескоп Ньютона

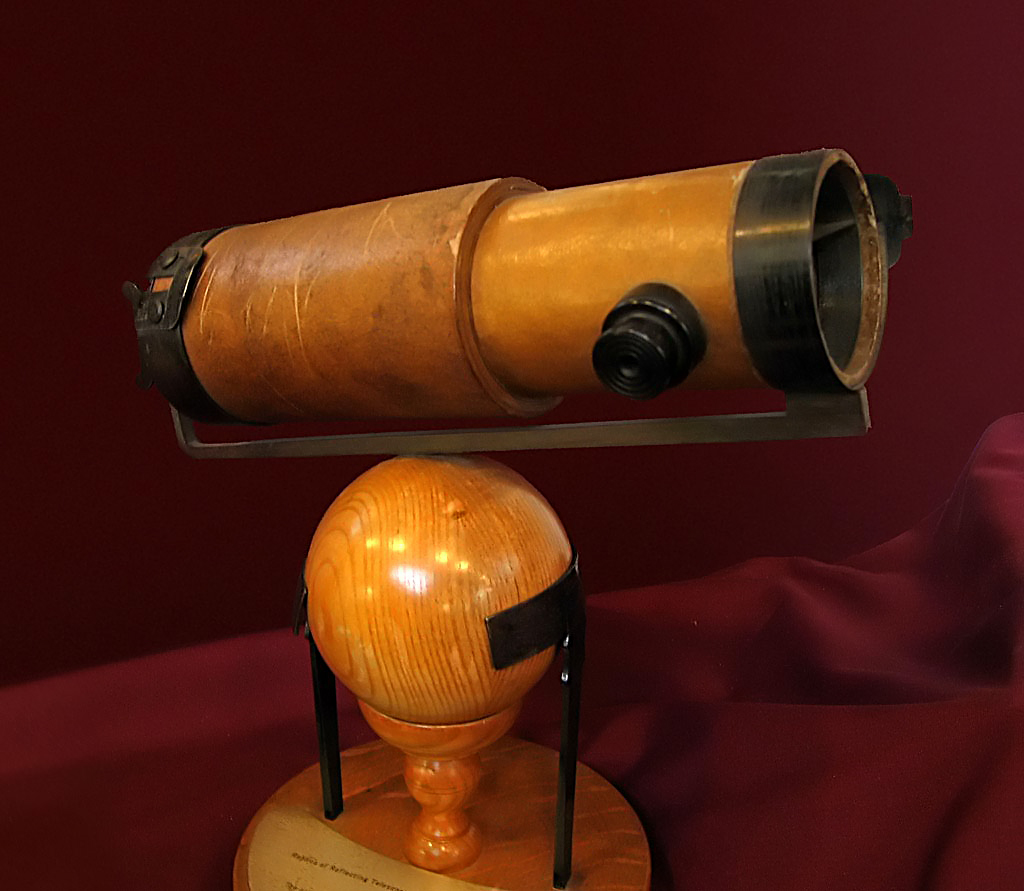
Копія телескопа Ньютона — Вікінса, третього телескопа-рефлектора Ньютона, який був представлений Королівському товариству в 1766 році після реставрації Томасом Хітом. Це описано як кращий з інструментів, побудованих Ньютоном.

Перший телескоп-рефлектор, побудований сером Ісааком Ньютоном у 1668 р. є знаковим в історії телескопів, будучи першим відомим успішним телескопом-рефлектором. Саме прототипи для конструкції згодом стали називати ньютонівським телескопом. Були деякі ранні прототипи, а також сучасні копії його дизайну.

## Опис

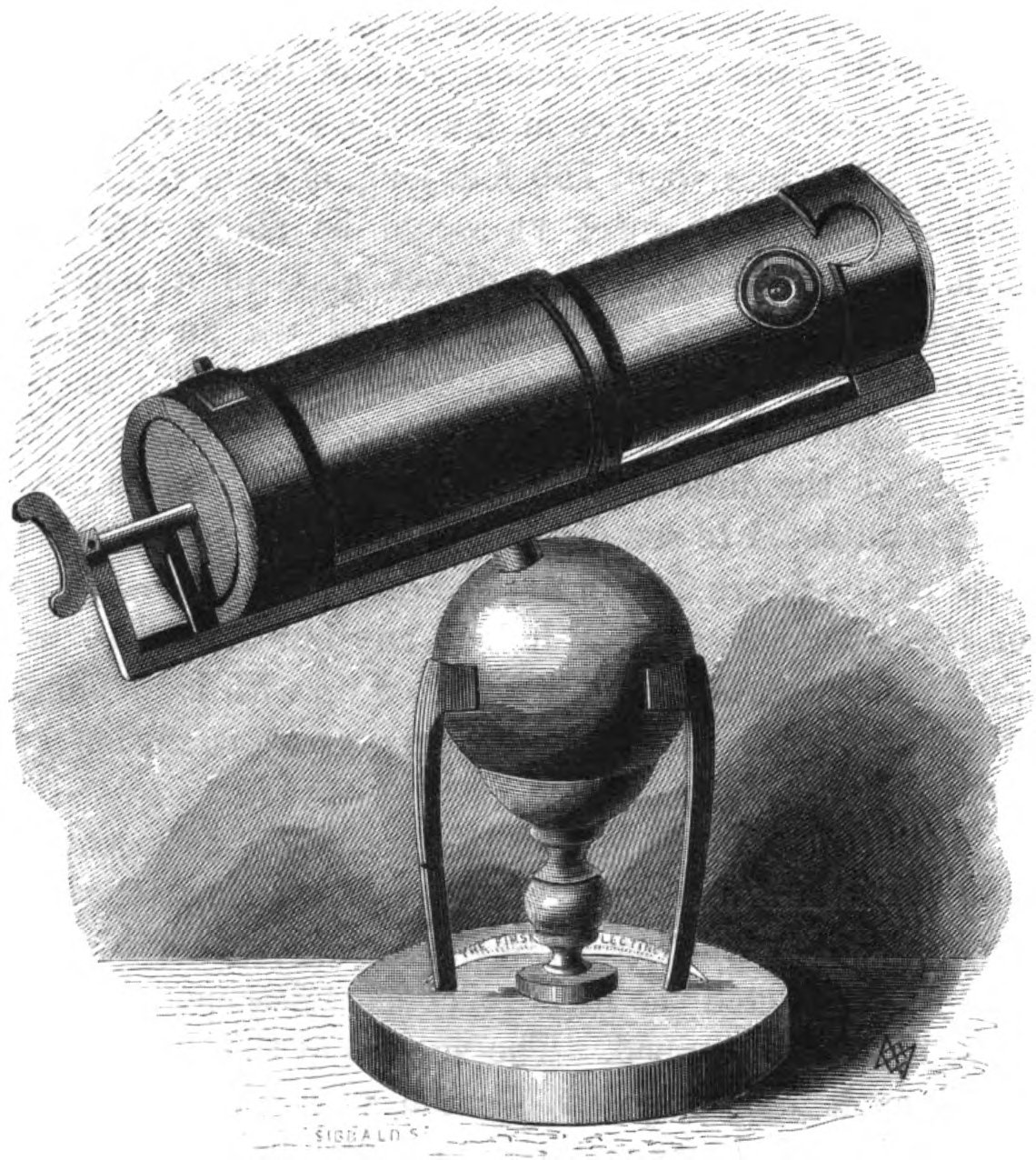
Креслення 19-го століття відбивача Ньютона

Ісаак Ньютон побудував свій телескоп-рефлектор як доказ своєї теорії про те, що біле світло складається з спектру кольорів. Він зробив висновок, що лінза будь-якого заломлюючого телескопа буде страждати від розсіювання світла на кольори (хроматична аберація). В побудованому ним телескопі використав дзеркала як об'єктиви, які були позбавлені цієї проблеми. Для створення первинного дзеркала Ньютон використовував власну композицію з металу, що складається з шести частин міді до двох частин олова, ранньої композиції металу. Він розробив засоби для формування та шліфування дзеркала, і, можливо, був впершим хто застосував висотий круг для полірування оптичної поверхні. Він вибрав сферичну форму для свого дзеркала замість параболи для спрощення конструкції: він переконався, що хроматична, а не сферична аберація утворюють головні вади заломлення телескопів . Він додав до свого відбивача, що є відмітною ознакою конструкції «ньютонівського телескопа», вторинного «діагонального» дзеркала поблизу фокусу первинного дзеркала, щоб відобразити зображення під кутом 90° до окуляра, встановленого збоку телескопа. Це унікальне доповнення дозволило переглянути зображення з мінімальними перешкодами об'єктивного дзеркала. Він також зробив усі трубки, кріплення та фітинги.

Ньютон описав свій винахід як: 
 "Діаметр сфери, в яку був заглиблений метал, близько 25 англійських дюймів, а внаслідок цього довжина інструменту — близько шести дюймів і чверть. Скло для окулярів було плано-опуклим, а діаметр сфери, до якої опиралася опукла сторона, становив приблизно 1/5 дюйма, або трохи менше, і, як наслідок, він збільшувався між 30 і 40 разів. Іншим способом вимірювання я виявив його збільшеним у 35 разів. Увігнутий метал мав діафрагму дюйма та третю частину, але діафрагма була обмежена не Опакевим колом, що охоплювало кінцівку Металевого круга навколо, а було непрозорим колом, розміщеним між окуляром та оком, і перфорованим посередині з невеликим круглим отвором, щоб промені проходили до ока. Оскільки цей Круг розміщений тут, зупиніть велику частину помилкового Світла, який інші мудрі заважали б Баченню. Порівнюючи це з досить хорошою перспективою чотирьох футів у довжину, зробленою увігнутим окуляром, я міг читати на більшій відстані зі своїм власним інструментом, ніж зі склом. І все-таки Об'єкти виглядали в ньому набагато темніше, ніж у Скло, і це частково тому, що більше світла було втрачено відбиттям у металі, ніж Рефракцією у склі, і частково тому, що мій інструмент був перезаряджений. Якби це було збільшено, але 30 або 25 разів, це зробило б об'єкт більш яскравим і приємним ". . . "Металевий предмет був шириною два дюйми та товщиною приблизно третину дюйма, щоб запобігти його вигину. У мене було два з цих металів, і коли я їх відшліфував, я спробував, що найкраще; а знову заземлити інших, щоб побачити, чи зможу я зробити це кращим, ніж те, що я зберігав ".[джерело?] 

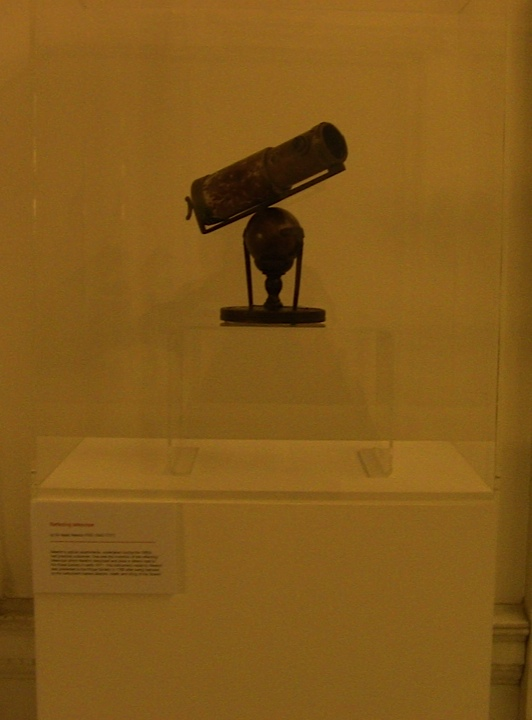
Відбивний телескоп Ньютона

 Другий телескоп Ньютона був виготовлений в 1671 році; у нього був об'єктив дзеркала діаметром 2 дюйма та фокусною відстанню між 6,25 «та 6,3». Він зробив два дзеркала і вибрав найкраще для телескопа. Він довго не тримав цей телескоп, але подав його на експертизу Королівському товариству. Опис телескопа одразу після його представлення у грудні 1671 р. Описував його як довжину близько 7 дюймів і діаметр приблизно 2,25 дюйма. Зображення розглядали через отвір у боці трубки «приблизно розміром з великою головкою шпильок». Трубка була цільною частиною, і дзеркало було переміщено знизу вгору, щоб сфокусувати його. Він був встановлений на кульці та гнізді. Цей другий телескоп залишився в суспільстві, і до 1731 року він розпався до рівня лише двох металевих дзеркал. Потім він згодом зник. Безперечно, що це не телескоп, яким зараз володіє Королівське товариство, оскільки це дзеркало містить срібло, а третє дзеркало телескопа не містить срібла, але має додаток миш'яку. Це було щось, що запропонував Ньютон для вдосконалення свого другого дзеркала телескопа, оскільки він виявив, що метал був занадто м'яким завдяки сріблу.
Ньютон виявив, що за допомогою свого нового маленького телескопа він міг побачити чотири Галілеєві супутники Юпітера та фазу півмісяця планети Венера. Наприкінці 1671 року.товариш Ньютона, Ісаак Барроу, показав телескоп невеликій групі з Королівського товариства Лондона. Вони були настільки вражені ним, що продемонстрували його Карлу II у січні 1672 р. Цей телескоп залишався у сховищі Королівського товариства, доки він не розсипався, а потім зник з їх записів. Останнє посилання на нього було в 1731 році, коли говорилося, що від нього залишилося лише два дзеркала.
Практичний потенціал першого телескопа Ньютона став більш зрозумілим до кінця 18 століття, коли найбільший відбивач збільшився майже до 50 діафрагм в дюймах (126 см) тоді, як найбільший об'єктив ахроматичної лінзи був не більше приблизно 5 дюймів (13 см).
Існує певна відсутність ясності щодо ранніх телескопів, які побудував Ньютон, але тепер зрозуміло, що його перший телескоп був прототипом, який він сконструював у 1668 році. Його бачили лише кілька друзів у Кембриджі, і про нього відомо зовсім мало. Цей прототип мав дзеркало діаметром, мабуть, трохи більше дюйма, десь 1,3 дюйма і довжиною близько 6 дюймів. У пізніші роки Ньютон рідко згадував про цей прототип, і тому його другу сферу часто називають першою.
Другий телескоп Ньютона був зроблений в 1671 році; воно мало дзеркало діаметром 2 дюйми та фокусною відстанню від 6,25 до 6,3 дюйма. Він зробив два дзеркала і обрав найкраще для телескопа. Він довго не тримав цей телескоп, але представив його Королівському товариству для дослідження. Опис цього телескопа відразу після його презентації в грудні 1671 р. Описував його довжиною близько 7 дюймів і діаметром близько 2,25 дюйма. Зображення було розглянуто через отвір у боці трубки «розміром приблизно з велику головку шпильок». Трубка була цільною, а дзеркало було переміщено знизу, щоб сфокусувати його. Він кріпився на кульовому та гніздовому кріпленні. Цей другий телескоп залишився в суспільстві, і до 1731 року він розпався настільки, що залишилися лише два металевих дзеркала. Потім він згодом зник. Певно, що це не той телескоп, який Королівське товариство зараз має у своєму розпорядженні, оскільки це дзеркало містило срібло, а третє дзеркало телескопа не містить срібла, але має додаток миш'яку. Це було те, що Ньютон запропонував як вдосконалення свого другого дзеркала в телескоп, оскільки він виявив, що метал був занадто м'яким через срібло.
Третій телескоп Ньютона був побудований у 1671—1672 рр. Ньютоном та його «побратимом» у Трініті-коледжі Джоном Вікінсом. Він повідомив, що Вікінс зробив дзеркало з кращим зображенням, ніж у другому телескопі. Цей телескоп, який він мав при собі, коли писав Оптики. Через деякий час телескоп з'явився в магазині виробників приладів Хіт і Вінг разом з інструментом Ньютона, що належав Едмонду Галлею. Найімовірніше, що телескоп перейшов до Галлея, а потім до Хіта і Крило. В 1694 році Ньютоном в третьому телескопі було пошкоджено дзеркало під час спроби його почистити. Існує думка, що пізніше дзеркало було перероблено реставраторами, врахувавши його заткнутий отвір окуляра на відповідній відстані до дзеркала фокусної відстані 6,25 дюйма та нове положення окуляра для поточної фокусної відстані дзеркала 8,5 дюймів. Даний окуляр з латуні не є оригінальним і був доданий пізніше. Цей телескоп був відновлений Хітом і Крилом та представлений Королівському товариству в 1766 році як телескоп, створений Ньютоном. Пізніше до цього телескопа було додано табличку з неправильним написом, який стверджував, що це був його перший телескоп, зроблений в 1671 році. Цей телескоп, ймовірно, включає оригінальні дзеркала, заземлення, частину оригінальної основи, оригінальну опорну планку і, можливо, оригінальну трубку або її частини.

## Технічні умови
Для 2-дюймового дзеркального відбивача
- Відбивач  —  спеціальна композиція металевих спекулумів
- Оптичний діаметр дзеркала  —  2   дюймів (50 мм)
- Оптична відбиваюча діафрагма  —  1.3   дюймів (33 мм)
- Оптична фокусна відстань  —  6,25   дюймів (158 мм)
- Оптично ефективний (зупинений) F-номер  —  f / 4,78
- Оптичне оголене дзеркало F-номер  —  f /3.16
- Оптична окулярна фокусна відстань  —  0,17   дюймів (4,5)   мм)

## Копії
Дві копії зроблені в 1960-х роках з оригіналу, одна для Королеви, а інша для Європейської північної обсерваторії в Ла-Пальмі. Ще одна копія була зроблена в 1984 році для головного конструктора телескопа Вільяма Гершеля. Копія 1984 року потрапила до колекції Національного морського музею на початку 21 століття.
У Музеї науки Уіпла відзначена копія телескопа Ньютона.